# Bzenov
Bzenov is een Slowaakse gemeente in de regio Prešov, en maakt deel uit van het district Prešov.
Bzenov telt 736 inwoners.
Abranovce · Bajerov · Bertotovce · Brestov · Bretejovce · Brežany · Bzenov · Čelovce · Červenica · Demjata · Drienov · Drienovská Nová Ves · Dulova Ves · Fintice · Fričovce · Fulianka · Geraltov · Gregorovce · Haniska · Hendrichovce · Hermanovce · Hrabkov · Chmeľov · Chmeľovec · Chmiňany · Chminianska Nová Ves · Chminianske Jakubovany · Janov · Janovík · Kapušany · Kendice · Klenov · Kojatice · Kokošovce · Krížovany · Kvačany · Lada · Lažany · Lemešany · Lesíček · Ličartovce · Lipníky · Lipovce · Ľubotice · Ľubovec · Lúčina · Malý Slivník · Malý Šariš · Medzany · Miklušovce · Mirkovce · Mošurov · Nemcovce · Okružná · Ondrašovce · Ovčie · Petrovany · Podhorany · Podhradík · Prešov · Proč · Pušovce · Radatice · Rokycany · Ruská Nová Ves · Sedlice · Seniakovce · Suchá Dolina · Svinia · Šarišská Poruba · Šarišská Trstená · Šarišské Bohdanovce · Šindliar · Široké · Štefanovce · Teriakovce · Terňa · Trnkov · Tuhrina · Tulčík · Varhaňovce · Veľký Slivník · Veľký Šariš · Víťaz · Vyšná Šebastová · Záborské · Záhradné · Zlatá Baňa · Žehňa · Žipov · Župčany